# Courant de l'Alaska

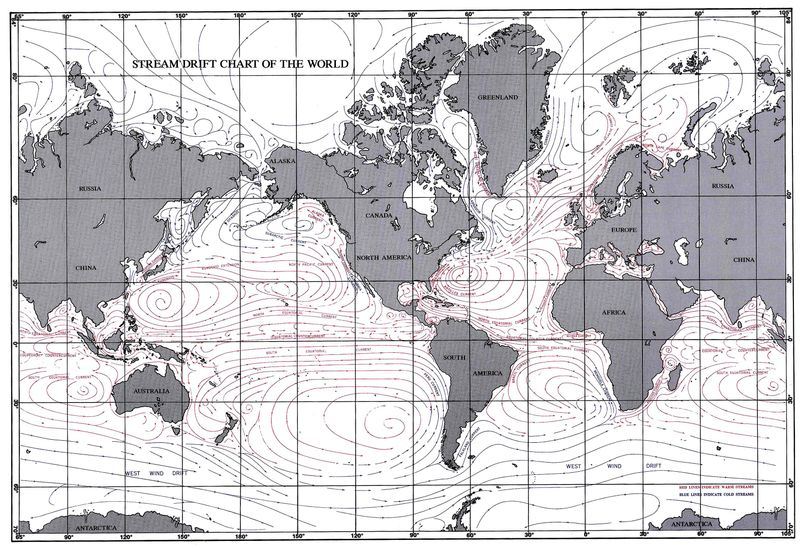
Carte des courants océaniques

Le courant de l'Alaska est un courant marin qui se trouve au nord-est de l'océan Pacifique. Il appartient au système subarctique et qui circule vers l'ouest dans le golfe d'Alaska et le long de la Colombie-Britannique.